# Golfo di Adalia
Il Golfo di Adalia (in turco Antalya Körfezi) è un golfo della parte settentrionale del Mar di Levante (Mar Mediterraneo), situato più precisamente al largo della città di Adalia, a sud della provincia di Adalia, in Turchia.

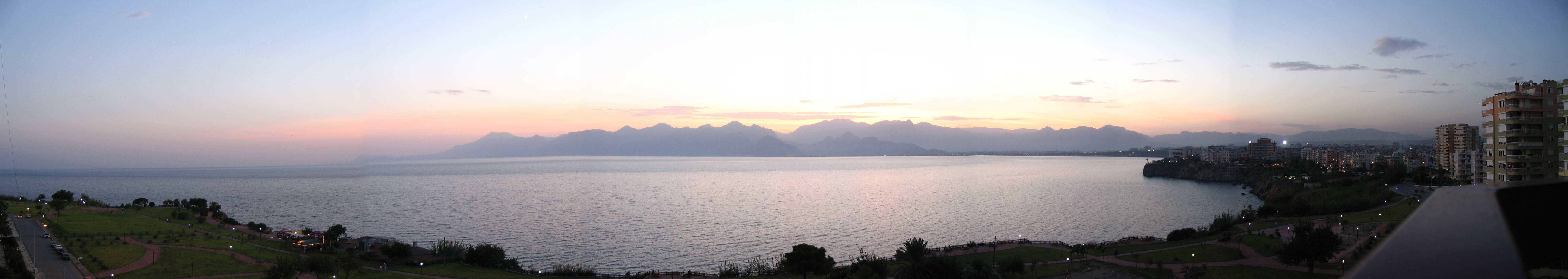
Vista panoramica dai monti del Tauro su Kemer